# Алисон Парк (Пенсилванија)
Алисон Парк (енгл. Allison Park) насељено је место без административног статуса у америчкој савезној држави Пенсилванија.

## Демографија
По попису из 2010. године број становника је 21.552.
| Група             | 2000.    | 2010.          |
| Белци             | 0 (0,0%) | 20.194 (93,7%) |
| Афроамериканци    | 0 (0,0%) | 323 (1,5%)     |
| Азијати           | 0 (0,0%) | 665 (3,1%)     |
| Хиспаноамериканци | 0 (0,0%) | 187 (0,9%)     |
| Укупно            | 0        | 21.552         |